# Мидлтон (Ирландия)

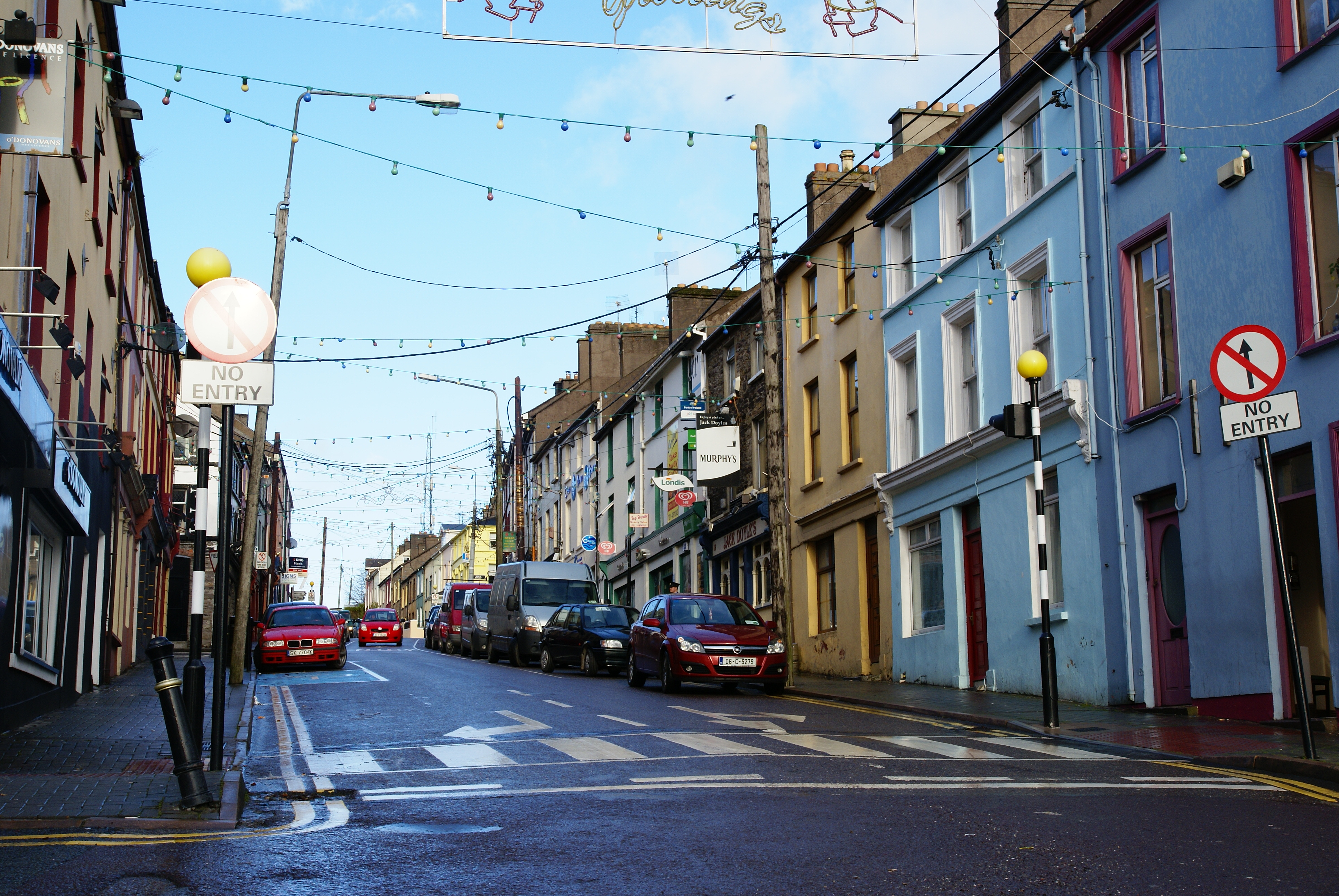

Мидлтон (англ. Midleton; ирл. Mainistir na Corann (Маништирь-на-Коран)) — (малый) город в Ирландии, находится в графстве Корк (провинция Манстер).

## Демография
Население — 10 048 человек (по переписи 2006 года). В 2002 году население составляло 7957 человек. При этом, население внутри городской черты (legal area) было 3934, население пригородов (environs) — 6114.
Дополнительно город обслуживает 26663 человека из числа сельского населения округи.
Данные переписи 2006 года:
| Общие демографические показатели |               |                               |                               |      |      |
| Всё население                    | Всё население | Изменения населения 2002—2006 | Изменения населения 2002—2006 | 2006 | 2006 |
| 2002                             | 2006          | чел.                          | %                             | муж. | жен. |
| 7957                             | 10 048        | 2091                          | 26,3                          | 5027 | 5021 |

В нижеприводимых таблицах сумма всех ответов (столбец «сумма»), как правило, меньше общего населения населённого пункта (столбец «2006»).
| Религия (Тема 2 — 5 : Число людей по религиям, 2006) |             |                |             |            |        |        |
| Католики, чел.                                       | Католики, % | Другая религия | Без религии | не указано | сумма  | 2006   |
| 8782                                                 | 87,4        | 652            | 499         | 115        | 10 048 | 10 048 |

| Этно-расовый состав (Этничность. Тема 2 — 3 : Постоянное население по этническому или культурному происхождению, 2006) |            |              |       |        |        |            |       |        |
| Белые ирландцы | Лухт-шулта | Другие белые | Негры | Азиаты | Другие | Не указано | сумма | 2006   |
| 8169 | 20         | 1199         | 205   | 86     | 104    | 88         | 9871  | 10 048 |
| Доля от всех отвечавших на вопрос, %                                                                                   |            |              |       |        |        |            |       |        |
| 82,8 | 0,2        | 12,1         | 2,1   | 0,9    | 1,1    | 0,9        | 100   | 98,21  |

1 — доля отвечавших на вопрос о языке от всего населения.
| Владение ирландским языком (Тема 3 — 1 : Число людей от 3 лет и старше по способности говорить по-ирландски, 2006) |      |            |       |        |
| Владеете ли Вы ирландским языком?                                                                                  |      |            |       |        |
| Да | Нет  | Не указано | сумма | 2006   |
| 3766 | 5584 | 144        | 9494  | 10 048 |
| Доля от всех отвечавших на вопрос о языке, %                                                                       |      |            |       |        |
| 39,7 | 58,8 | 1,5        | 100   | 94,51  |

1 — доля отвечавших на вопрос о языке от всего населения.
| Использование ирландского языка (Тема 3 — 2 : Говорящие по-ирландски от 3 лет и старше по частоте использования ирландского языка, 2006) |                                                            |                                               |                                               |                                               |                                               |                                               |       |                                     |        |
| Как часто и где Вы говорите по-ирландски?                                                                                                |                                                            |                                               |                                               |                                               |                                               |                                               |       |                                     |        |
| ежедневно, только в образовательных учреждениях                                                                                          | ежедневно, как в образовательных учреждениях, так и вне их | в других местах (вне образовательной системы) | в других местах (вне образовательной системы) | в других местах (вне образовательной системы) | в других местах (вне образовательной системы) | в других местах (вне образовательной системы) | сумма | всего, отвечавших на вопрос о языке | 2006   |
| ежедневно, только в образовательных учреждениях                                                                                          | ежедневно, как в образовательных учреждениях, так и вне их | ежедневно                                     | каждую неделю                                 | реже                                          | никогда                                       | не указано                                    | сумма | всего, отвечавших на вопрос о языке | 2006   |
| 929 | 74                                                         | 86                                            | 202                                           | 1314                                          | 1085                                          | 76                                            | 3766  | 9494                                | 10 048 |
| Доля от всех отвечавших на вопрос о языке, %                                                                                             |                                                            |                                               |                                               |                                               |                                               |                                               |       |                                     |        |
| 9,8 | 0,8                                                        | 0,9                                           | 2,1                                           | 13,8                                          | 11,4                                          | 0,8                                           | 39,7  | 100                                 |        |

| Типы частных жилищ (Тема 6 — 1(a) : Число частных домовладений по типу размещения, 2006) |          |         |                 |            |       |        |
| Отдельный дом                                                                            | Квартира | Комната | Переносные дома | не указано | сумма | 2006   |
| 3122                                                                                     | 396      | 8       | 1               | 52         | 3579  | 10 048 |